# آرامگاه شیخ اندقانی
مقبره شیخ اندقانی مربوط به سدهٔ ۷ ه.ق است و در شهرستان جاجرم، بخش جلگه سنخواست، دهستان چهارده سنخواست، روستای اندقان واقع شده و این اثر در تاریخ ۲۶ اسفند ۱۳۸۶ با شمارهٔ ثبت ۲۲۲۰۹ به‌عنوان یکی از آثار ملی ایران به ثبت رسیده است.